# Яуп, Генрих Карл
Генрих Карл Яуп (нем. Heinrich Karl Jaup; 27 сентября 1781, Гиссен, — 5 сентября 1860, Дармштадт) — немецкий политический деятель.

## Биография
Генрих Карл Яуп занимал пост профессора на кафедре права в Гиссенском университете, потом занимал в великом герцогстве Гессенском должности члена государственного совета и президента кассационного суда. В 1832 году был избран в гессенский ландтаг, где примкнул к оппозиции, вследствие чего был уволен от службы. В 1848 году он был избран членом франкфуртского парламента, а 16 июля того же года сменил Карла Вильгельма Циммермана на посту первого министра. Сначала он действовал в либеральном духе и поддерживал объединение Германии под гегемонией Пруссии. Хотя по мере торжества реакции Яуп и стал поддаваться ей, но в 1850 году он был признан слишком либеральным и получил отставку.
Главные его труды: «Ueber die Auflösung des Rheinischen Bundes und der schweizerischen Vermittlungsacte» (Гиссен, 1814); «Die Abstammung des Gresammthauses Hessen vom Kaiser Karl dem Grossen» (Майнц, 1840).